# Des baskets dans l'assiette

Des baskets dans l'assiette est une série télévisée française tournée en 2008.

## Synopsis
Cette série montre des scènes de vie d'une famille formée d'un couple, leur fille adolescente, leur fils, plus jeune et plusieurs Looney Tunes : Daffy Duck, Bugs Bunny le super-sportif, Sylvestre le chat (affamé et paresseux, essayant d'attraper Titi), et Taz (vorace, mais gentil).

## Fiche technique
- Réalisateur : Stéphane Kopecky
- Créateur de la série : Christophe Fort
- Auteurs de la série Christophe Fort et Lionel Moreau
- Coproducteur : Thierry Rivard
- Monteur : Pierre Raimond
- Société de production : Vision Quest media
- Format : Couleur - 1,78:1 - 35 mm  - Son stéréo
- Genre : Comédie

## Distribution
- Christiane Bopp : la mère de famille (Sophie)
- Emmanuel Quatra : le père de famille (Philippe)
- Lucie Hennebert : l'aînée des deux enfants (Lucie)
- Charles Fresse : le cadet des deux enfants (Paul)
- Patrick Préjean : Grosminet
- Patricia Legrand : Titi
- Patrick Guillemin : Daffy Duck et Taz
- Gérard Surugue : Bugs Bunny